# Hollywood Steps Out
Hollywood Steps Out is een korte tekenfilm uit 1941 uit de Merrie Melodies-reeks van Warner Bros. Het verhaal speelt zich 's avonds af in de beroemde nachtclub Ciro's in Los Angeles. Ruim veertig karikaturen van filmsterren en andere beroemdheden 
worden vertoond, waaronder Cary Grant, Clark Gable, James Stewart, Bing Crosby, Greta Garbo en Humphrey Bogart.
De karikaturen zijn van de hand van Ben Shenkman; andere tekenaars die aan de tekenfilm werkten waren Robert McKimson, Virgil Ross en Rod Scribner. De tekenfilm werd geregisseerd door Tex Avery.

## Personages
De volgende personen worden op chronologische volgorde vertoond:
- Claudette Colbert
- Don Ameche
- Adolphe Menjou
- Norma Shearer
- Cary Grant[3]
- Greta Garbo
- Edward G. Robinson
- Ann Sheridan
- Henry Binder[4]
- Leon Schlesinger[4]
- Johnny Weissmuller
- Paulette Goddard
- Sally Rand[5]
- James Cagney
- Humphrey Bogart
- George Raft
- Harpo Marx
- Clark Gable
- Bing Crosby
- Leopold Stokowski
- Dorothy Lamour
- James Stewart
- Tyrone Power
- Sonja Henie
- de Three Stooges
- Oliver Hardy
- Cesar Romero
- Rita Hayworth
- Mickey Rooney
- Judy Garland
- Lewis Stone
- Kay Kyser
- William Powell
- Spencer Tracy
- Ronald Colman
- Errol Flynn
- Wallace Beery
- C. Aubrey Smith
- Peter Lorre
- Henry Fonda
- Alice Aldrich (van The Aldrich Family)
- J. Edgar Hoover
- Boris Karloff
- Arthur Treacher
- Buster Keaton
- Mischa Auer
- Ned Sparks
- Jerry Colonna
- Groucho Marx